# Eduardo Saco
Eduardo Saco (1831- 25 de febrer de 1898) va ser un periodista i escriptor espanyol.

## Biografia
Nascut cap al 1831 i redactor en la seva joventut de publicacions periòdiques com Gil Blas, Los Sucesos i La Iberia, després de la Revolució de 1868 va obtenir la direcció de la Gaceta de Madrid i l'administració de la Imprenta Nacional, a més de, més endavant, altres càrrecs més modests. En 1893 fundà el periòdic La Situación, de vida efímera, i va col·laborar fins a la seva mort en diverses publicacions literàries, entre elles La Niñez, La Gran Vía, La Lidia i Heraldo de Madrid. Autor junta a Eduardo de Lustonó d'obres com La cómico-manía, boceto de malas costumbres (1868) o En la confianza está el peligro, va morir el 25 de febrer de 1898.